# Rouvray-Saint-Florentin
Pour les articles homonymes, voir Rouvray et Saint-Florentin.
Rouvray-Saint-Florentin est une ancienne commune française située dans le département d'Eure-et-Loir en région Centre-Val de Loire, devenue le 1er janvier 2016 une commune déléguée au sein de la commune nouvelle de Villages Vovéens.

### Situation

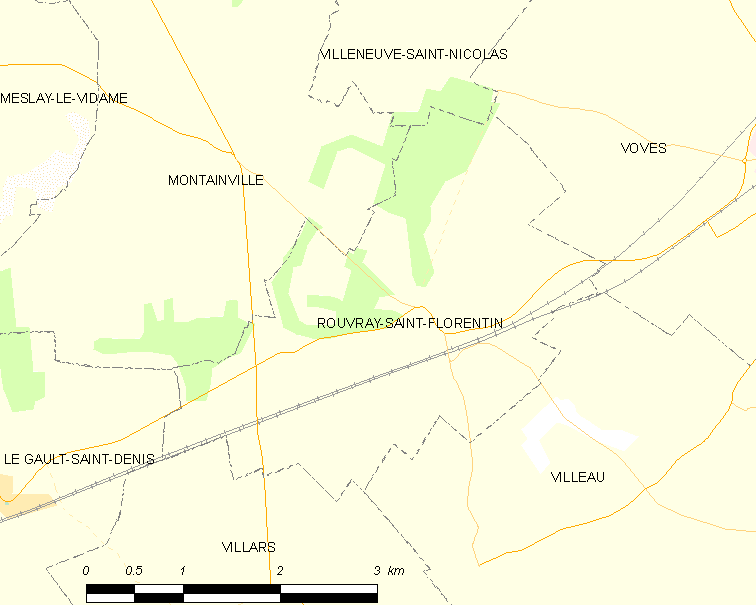
Carte de la commune de Rouvray-Saint-Florentin, 2012.

## Géographie

### Communes limitrophes
| Montainville         | Villeneuve-Saint-Nicolas |       |
| Le Gault-Saint-Denis | Rouvray-Saint-Florentin  | Voves |
| Villars              | Villeau                  |       |

## Toponymie
Le nom de la localité est attesté sous les formes Roboretum en 1119, de Rovreio vers 1250.
De l'oïl rouvrai variante de rouvroy « lieu où croissent des rouvres ».

## Histoire
Une église et un prieuré sont construits vers l'an mil à la suite de l'augmentation de la population et grâce à la prospérité du territoire. Le village de Rouvray devient Rouvray-Saint-Florentin, nom du saint protecteur de l'abbaye de Bonneval, ce qui marque la dépendance de ce village vis-à-vis de la seigneurie de Bonneval.
Au début du XIIIe siècle, le village prospère suffisamment pour permettre la construction d'une grange aux dîmes où sera collecter l'impôt. La décision de cette construction a été prise en 1228 par les religieux de Bonneval et ceux de Rouvray-Saint-Florentin.
À la suite de difficultés financières, l'abbaye de Bonneval vend la grange aux dîmes (alors appelé le Pavillon) à la famille Guéau, originaire du centre de Chartres.
Jacques Guéau de Gravelle, seigneur de Reverseaux, obtient l'érection de son fief en marquisat, avec union de  Montainville, par lettres de juillet 1766.

## Politique et administration

### Liste des maires
| Période                                  | Période          | Identité        | Étiquette | Qualité         |
| ---------------------------------------- | ---------------- | --------------- | --------- | --------------- |
| Les données manquantes sont à compléter. |                  |                 |           |                 |
| mars 1983                                | mars 2008        | François Pinot  |           |                 |
| mars 2008                                | 31 décembre 2015 | Philippe Cossay | DVD       | Cadre supérieur |

## Population et société

### Démographie
L'évolution du nombre d'habitants est connue à travers les recensements de la population effectués dans la commune depuis 1793. À partir du 1er janvier 2009, les populations légales des communes sont publiées annuellement dans le cadre d'un recensement qui repose désormais sur une collecte d'information annuelle, concernant successivement tous les territoires communaux au cours d'une période de cinq ans. 
Pour les communes de moins de 10 000 habitants, une enquête de recensement portant sur toute la population est réalisée tous les cinq ans, les populations légales des années intermédiaires étant quant à elles estimées par interpolation ou extrapolation. Pour la commune, le premier recensement exhaustif entrant dans le cadre du nouveau dispositif a été réalisé en 2006,.
En 2013, la commune comptait 196 habitants, en évolution de 0 % par rapport à 2008 (Eure-et-Loir : +1,94 %, France hors Mayotte : +2,49 %).
| 1793 | 1800 | 1806 | 1821 | 1831 | 1836 | 1841 | 1846 | 1851 |
| ---- | ---- | ---- | ---- | ---- | ---- | ---- | ---- | ---- |
| 284  | 275  | 313  | 320  | 378  | 372  | 351  | 350  | 367  |

| 1856 | 1861 | 1866 | 1872 | 1876 | 1881 | 1886 | 1891 | 1896 |
| ---- | ---- | ---- | ---- | ---- | ---- | ---- | ---- | ---- |
| 385  | 402  | 423  | 429  | 400  | 408  | 406  | 379  | 383  |

| 1901 | 1906 | 1911 | 1921 | 1926 | 1931 | 1936 | 1946 | 1954 |
| ---- | ---- | ---- | ---- | ---- | ---- | ---- | ---- | ---- |
| 375  | 401  | 359  | 316  | 299  | 314  | 300  | 316  | 270  |

| 1962 | 1968 | 1975 | 1982 | 1990 | 1999 | 2006 | 2011 | 2013 |
| ---- | ---- | ---- | ---- | ---- | ---- | ---- | ---- | ---- |
| 233  | 205  | 182  | 171  | 157  | 179  | 193  | 197  | 196  |

## Culture locale et patrimoine

### Lieux et monuments
- Château de Reverseaux,  Classé MH (1966)[9].
- Tour du Pavillon, 1226.
- Église Saint-Pierre-Saint-Paul.

Lieux et monuments
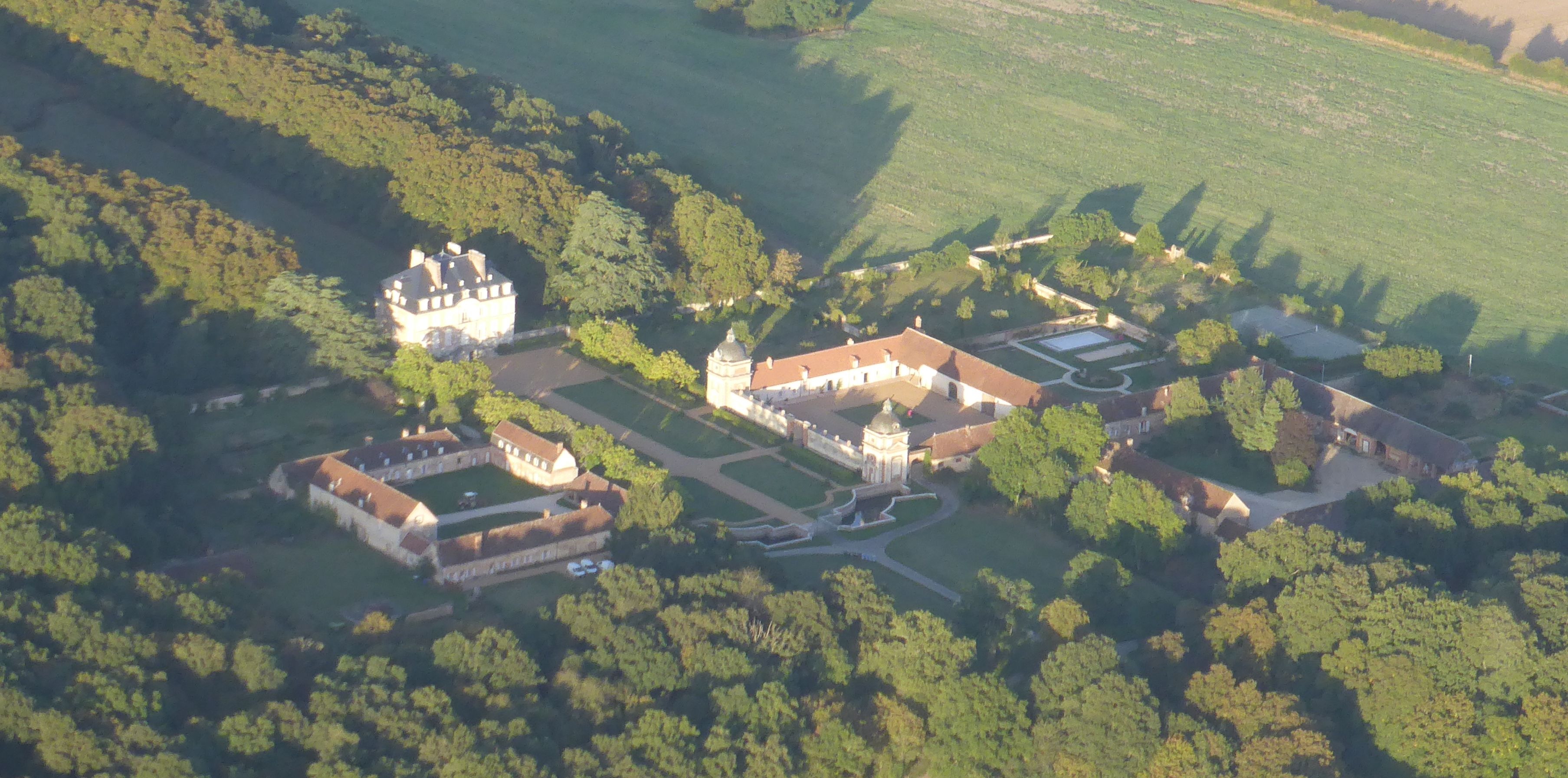
Vue aérienne du domaine de Reverseaux.
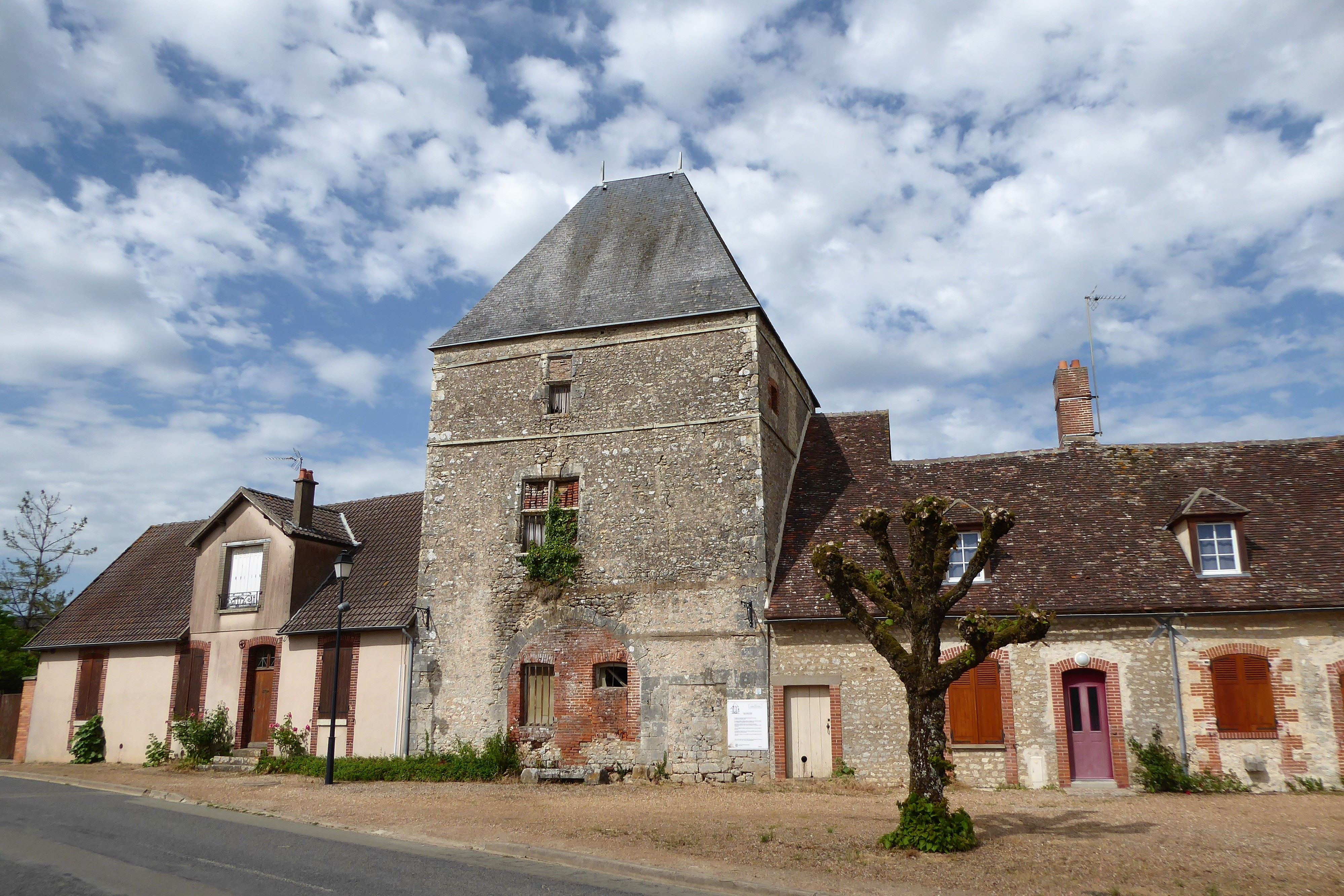
Tour du Pavillon.
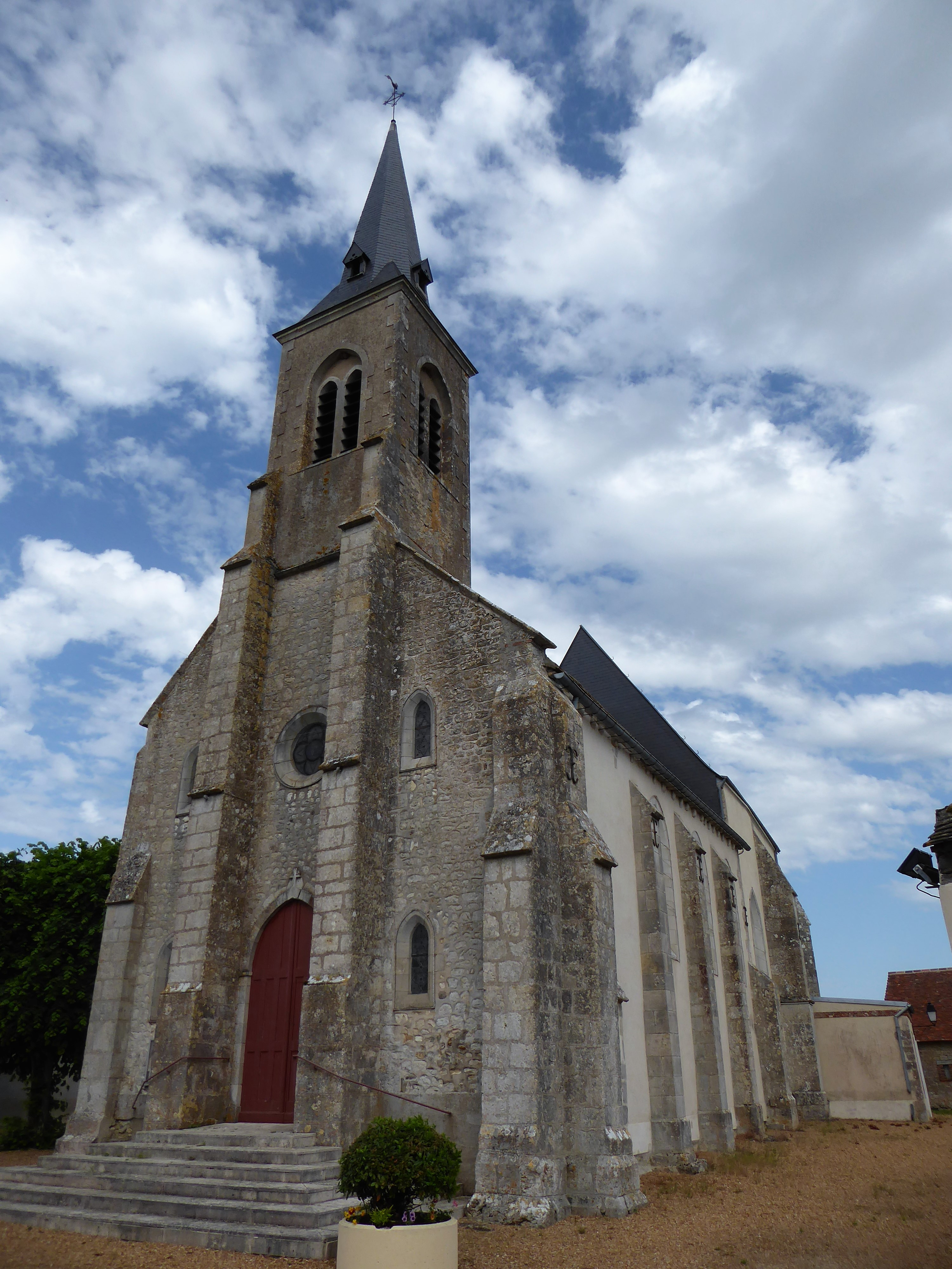
Église Saint-Pierre-Saint-Paul.

### Personnalités liées à la commune

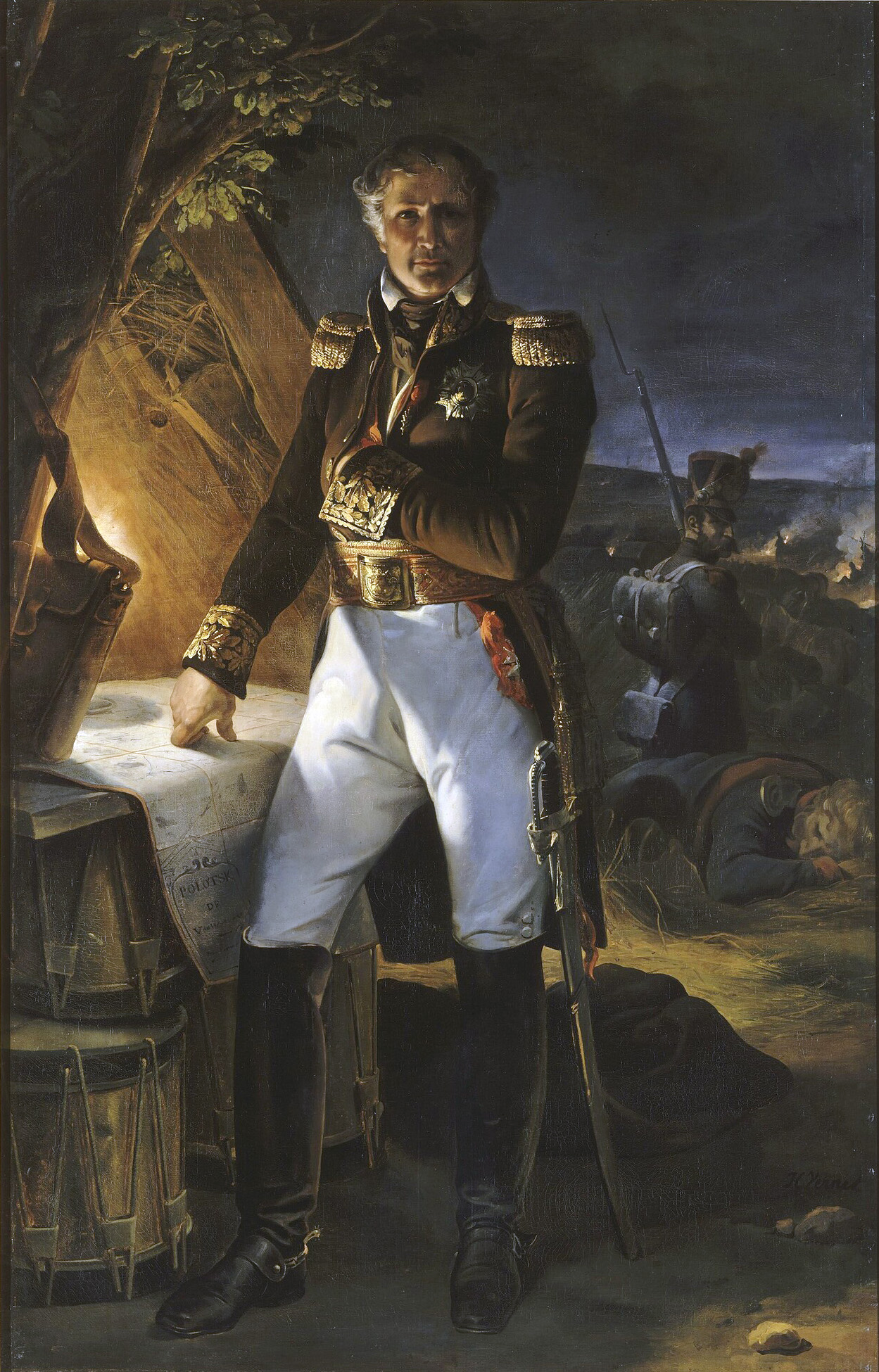
Laurent de Gouvion-Saint-Cyr en petite tenue de général de division par Vernet, 1821.

- Jean-Jacques-Philippe-Isaac Gueau de Gravelle de Reverseaux (1739-1794), administrateur français, y a vécu à la fin de sa vie. La fille de son lieutenant de justice, Émelie Claudine Herbillon, est l'épouse du peintre Pierre-Maximilien Delafontaine.
- Laurent de Gouvion-Saint-Cyr (1764-1830), homme politique et maréchal d'Empire.